# Steve Gibb
Stephen Thadius Crompton Gibb, noto semplicemente come Steve Gibb (Londra, 1º dicembre 1973), è un musicista, compositore e cantante britannico, figlio di Barry Gibb, uno dei fondatori dei Bee Gees.

## Biografia

### Primi anni
Steve cominciò a studiare pianoforte all'età di 3 anni, ma a 13 decise di passare alla chitarra, dopo aver assistito ad un concerto dei Van Halen.
Nel 1988 Steve e nove suoi compagni di scuola formarono un complesso musicale sotto la guida di Isaac Ersoff (loro docente di matematica con un passato da musicista), che si esibì nella loro scuola per la prima volta il 14 ottobre. Il gruppo suonò in diverse occasioni per eventi speciali della scuola, finché questa non chiudette nella prima metà del 1989. Quello stesso anno, insieme agli amici Mike Wolofsky e Matt Ackerman (con lui nel complesso scolastico), fondò la sua prima band, chiamata NNY (abbreviazione di "No Name Yet") e poi ZEX, con cui a febbraio si esibì al Woody's di Miami, locale di proprietà di Ronnie Wood, chitarrista dei Rolling Stones. Poco dopo la band si sciolse, e Steve lavorò per i Bee Gees come tecnico delle chitarre di suo padre e suo zio Maurice.

### Anni 90
Nel 1991 Steve si iscrisse ad un istituto musicale di Miami, dove si diplomò. È in questo periodo che cominciò a scrivere i primi brani: Whiskey Jam, Shadow of Your Dreams (con Emerson Forth e Deniz Kose), Hole in my Soul (con Kose) e Ren and Stevie (con Scott Glasel e la sua fidanzata, Amanda Green); quest'ultima divenne la sigla della serie animata The Ren & Stimpy Show. Nel 1992 fondò una nuova band, insieme a Forth, chiamata SkilletHead; la band suonò per alcuni anni in numerosi locali a Miami e dintorni. Quello stesso anno Steve accompagnò i Bee Gees come chitarrista. Nel febbraio 1997 entrò nei The Underbellys come chitarrista; la band, di cui facevano parte anche Billy Velvet (voce), Joel Dasilva (chitarra), Sean Gerovitz (basso) e Randy Blitz (batteria) si esibì in numerosi e rinomati locali, tra cui il Viper Room di Los Angeles; il gruppo comunque si sciolse nel giro di pochi mesi. Il 14 novembre 1997 si esibì con i Bee Gees nel grande concerto al MGM Grand di Las Vegas, pubblicato l'anno successivo nell'album One Night Only. Tra la fine del 1997 e l'inizio del 1998 accompagnò in tour i The Smithereens.

### Anni 2000
Nel 2000 si unì ai 58, gruppo alternative rock fondato da Nikki Sixx (basso) e Dave Darling (produzione), come chitarrista e cantante; oltre ai tre, fa parte della band anche Bucket Baker (batteria). Il loro album di debutto, Diet for a New America, è stato pubblicato il 16 maggio dello stesso anno. Sempre nel 2000 si unì ai Black Label Society come bassista, con i quali registrò il live Alcohol Fueled Brewtality, pubblicato il 16 gennaio 2001; lascerà la band poco dopo.
Nel 2003 interpretò un cameo nel film Bad Boys II, comparendo nella scena iniziale. Quello stesso anno partecipò alla colonna sonora del film The Dr. Jekyll & Mr. Hyde Rock 'n Roll Musical, componendo il brano Stormy, registrato con i 58.
Nel 2004 entrò nella sludge metal band Crowbar, nella quale militò per cinque anni, lasciandola nel 2009. Con loro ha registrato un album, Lifesblood for the Downtrodden, pubblicato l'8 febbraio 2005, e un DVD, Live: With Full Force, pubblicato nel 2007.
Nel 2006 scrive insieme al padre il brano Living in the Rain, pubblicato come singolo, attualmente sua unica pubblicazione da solista.
Nel 2007, insieme a suo padre e suo fratello Ashley, scrisse il singolo Drown On the River, incluso l'anno successivo nella colonna sonora del film Deal.
Contemporaneamente alla sua militanza nei Crowbar, Steve ha fatto parte di un'altra sludge metal band, i Kingdom of Sorrow: militando nelle sue file dal 2007 al 2010, registrò il loro album di debutto omonimo, pubblicato il 19 febbraio 2008. Lasciò la band nel 2010, poco prima dell'inizio delle registrazioni per il secondo album, Behind the Blackest Tears.

### Anni 2010
Dal febbraio 2013 Steve è chitarrista solista per il gruppo spalla del padre Barry Gibb, intraprendendo il Mythology Tour in supporto al box set Mythology. Durante il tour ha cantato in duo col padre la hit dei Bee Gees I've Gotta Get a Message to You, e da solo On Time e Fight (No Matter How Long).
Nel corso del 2015 ha accompagnato i Jasta nel corso del loro tour in America del Nord. Il 3 ottobre 2015 entrò nella heavy metal band Saigon Kick.
Nel 2016, insieme a suo padre e suo fratello Ashley, scrisse il brano Angels per il film Shepherds and Butchers. Sempre nel 2016 fondò i The Gibb Collective, gruppo pop rock costituito da alcuni dei figli dei fratelli Gibb: Travis (figlio di Barry e fratello di Steve), Spencer, Robin-John (figli di Robin), Adam, Samantha (figli di Maurice), Peta (figlia di Andy) e Berri (figlia di Lesley, sorella maggiore dei fratelli Gibb). Il gruppo debuttò l'anno seguente con l'album Please Don't Turn Out the Lights.

## Filantropia
Steve partecipa spesso a concerti benefici per la fondazione "Love and Hope" per la ricerca contro il diabete (di cui è socio onorario dal 2008 insieme ai genitori e ai fratelli), sia da solo che con suo padre, com'è capitato nelle edizioni 2009, 2012 e 2014. Nell'edizione 2009 ha eseguito un suo brano, Living in the Rain, dedicandolo alla moglie Gloria Levas.

## Vita privata
Steve è il figlio primogenito di Barry Gibb e della sua seconda moglie, Linda Gray. Ha tre fratelli (Ashley, nato nel 1977; Travis, nato nel 1981; Michael, nato nel 1984) e una sorella (Alexandra, nata nel 1991). I cantanti Robin, Maurice e Andy Gibb erano suoi zii.
Steve ha sposato Gloria Levas nel novembre 2002. Hanno avuto una figlia (Nina Lyn, nata il 27 dicembre 2002) e un figlio (Angus Miles, nato il 6 febbraio 2006). Attualmente vivono a Miami.

## Discografia
Solista
- 2006 – Living in the Rain (singolo)

Bee Gees
- 1998 – One Night Only (live)

58
- 2000 – Diet for a New America

Black Label Society
- 2001 – Alcohol Fueled Brewtality (live)

Crowbar
- 2005 – Lifesblood for the Downtrodden
- 2007 – Live: With Full Force (DVD live)

Barry Gibb
- 2007 – Drown On the River (singolo)
- 2016 – In the Now

Kingdom of Sorrow
- 2008 – Kingdom of Sorrow

The Gibb Collective
- 2017 – Please Don't Turn Out the Lights

Altre apparizioni
- AA.VV. – Ozzfest 2001: The Second Millennium (2001) - con i Black Label Society

## Filmografia

### Attore
- Bad Boys II (2003)
- Stayin' Alive - 50 Jahre Bee Gees (2013)
- Glastonbury 2017 (miniserie TV, 2017)

### Compositore
- The Power of One (2013)

### Colonna sonora
- The Dr. Jekyll & Mr. Hyde Rock 'n Roll Musical (2003)
- Arctic Tale (2007)
- Shepherds and Butchers (2016)
- Glastonbury 2017 (miniserie TV, 2017)

### Video musicali
- Black Label Society – Counterfeit God (2000)